# Kalvestad

Kalvestad är en gård i Vadstena kommun (Strå socken), Östergötlands län. 

## Historik
Kalvestad är en egendom belägen i Strå socken, Dals härad. Gården omtalas 1432 då den beboddes av Hakon Joarsson. Den hörde senare under Vadstena slott och innehades under 1600-talet av hauptmannen över Vadstena med flera slott, lagmannen  Knut Törnhielm och därefter av hans son slottshauptmannen Mårten Törnhielm. Ägdes vidare av majoren Fredrik Reinhold Rehbinder, 1850 av hans barn och 1853–1860 av hans måg kammarjunkaren Johan Karl Odenkrantz. Därefter av kapten Fredrik Rosin och sedan 1874 löjtnanten Kasimir Lewenhaupt.